# Ann Heberlein
Ann Helen Heberlein, ursprungligen Holmström, född 22 juni 1970 i Kirsebergs församling i Malmö, är en svensk författare, filosof, teologie doktor och politisk tjänsteman. Hon har uppmärksammats för sina religionsfilosofiska verk om etik samt sin kritik av mångkulturen. Hon har även författat självbiografiska och skönlitterära böcker. År 2011 invaldes hon som ledamot av Vetenskapssocieteten i Lund.

## Utbildning och arbete
Heberlein disputerade år 2005 vid centrum för teologi och religionsvetenskap vid Lunds universitet. Avhandlingen Kränkningar och förlåtelse behandlade begreppen skuld, skam, moraliskt ansvar, kränkningar och förlåtelse.
I januari 2007 tillträdde hon en postdoc-tjänst vid institutionen för praktisk filosofi vid Stockholms universitet, där hon arbetade på ett projekt om straffets betydelse. Mellan maj 2009 och oktober 2017 var Heberlein lektor i etik  vid Lunds universitet.

## Medverkan i media

### Tidning och blogg
Heberlein har skrivit för Sydsvenskan, Dagens Nyheter, Expressen och Axess. Under en period var hon kolumnist i Kyrkans tidning. I maj 2016 slutade hon som frilansskribent för Sydsvenskan efter meningsskiljaktigheter med kulturredaktionens chef Rakel Chukri. Heberlein medverkade mellan september 2016 och december 2018 som krönikör på Ledarsidorna. Mellan 2018 och 2019 medverkade hon tillsammans med Erik van der Heeg på Nyheter Idag. Sedan 2019 medverkar hon regelbundet som kulturskribent på Svenska Dagbladet.

### Radio och TV
Hon har regelbundet medverkat i Sveriges Radio P1 med Tankar för dagen och Filosofiska rummet. Sommaren 2009 var hon en av sommarpratarna i P1. Under 2015 ledde Heberlein miniserien Mina två liv om bipolaritet i Sveriges Television.

## Litterära verk

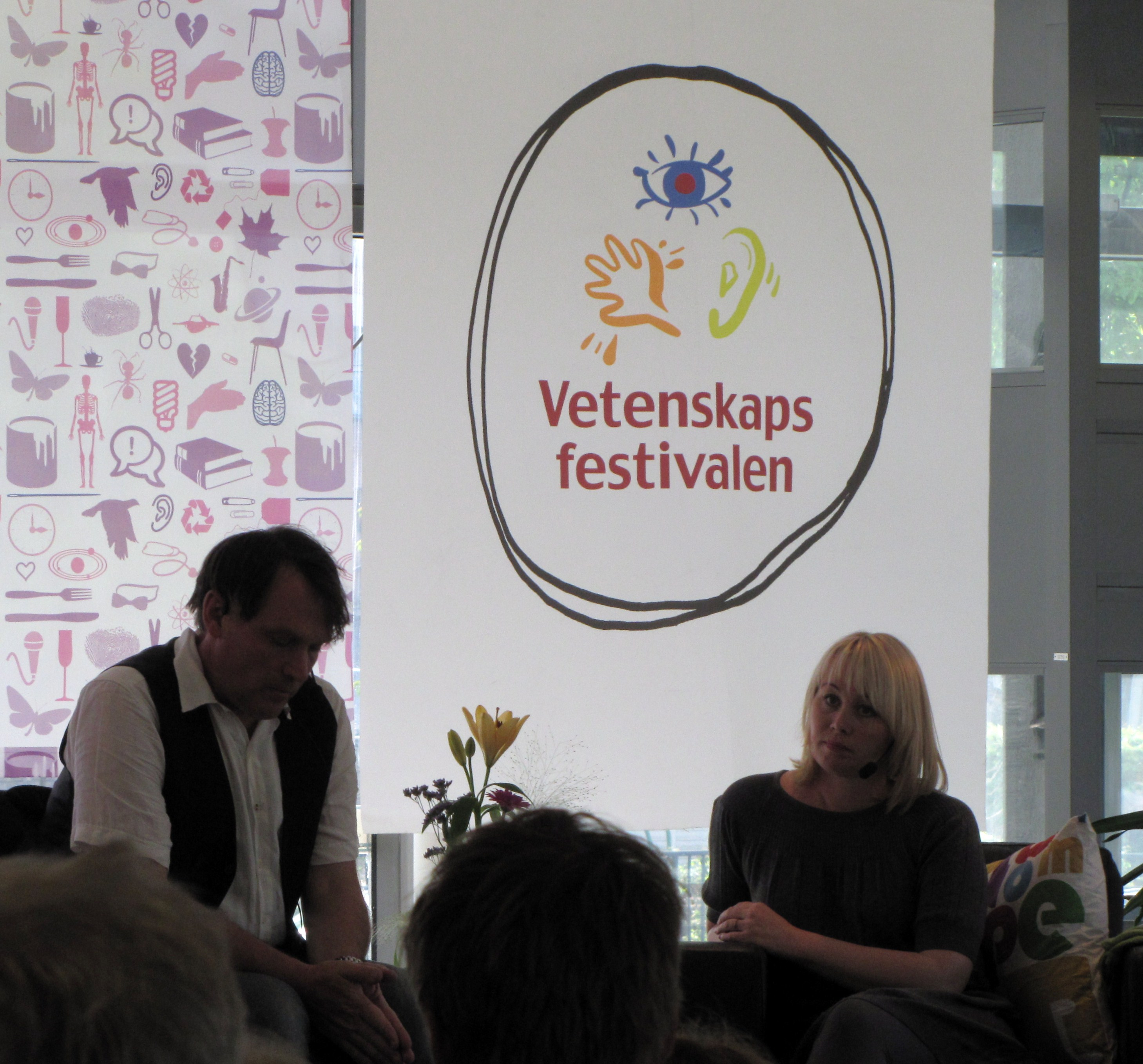
Heberlein samtalar om ondska med Torgny Nordin under Vetenskapsfestivalen år 2011.

### Religion och filosofi
År 2004 utgav hon en lärobok i sexualetik, Den sexuella människan.
År 2007 medverkade hon i Systematisk teologi: En introduktion med ett kapitel om synd; därtill har hon bidragit till flera antologier.
År 2008 lät hon publicera det moralfilosofiska verket Det var inte mitt fel! : om konsten att ta ansvar.
År 2020 gav hon ut Arendt: om kärlek och ondska, som är en biografi över den tyska filosofen Hannah Arendt.

### Övriga böcker
År 2008 utgav hon boken Jag vill inte dö, jag vill bara inte leva, en självbiografisk berättelse om att leva med självmordstankar och svår ångest till följd av bipolär sjukdom typ 2. År 2012 dramatiserades boken och sattes upp som teaterföreställning på Dramaten i Stockholm. Teaterföreställningen hade tidigare satts upp i både Uppsala och Göteborg.
I maj 2018 debuterade Heberlein som skönlitterär författare med romanen Allt kommer nog att bli bra. I Aftonbladet beskrevs boken som "ett persongalleri av stereotyper … pepprade med övertydliga attribut och klassmarkörer, utan någon vidare gestaltning eller språkligt livgivande atmosfär". I  SvD undrar recensenten om avsikten är att göra upp med idén om att människor på landsbygden är "inskränkta", men att författaren med så schablonritade gestalter gör den ambitionen en björntjänst.
År 2021 kom hon ut med boken Fallet som handlar om hennes deplattformering, där hon efter att bland annat skrivit artiklar om tiggeri, våldtäkt och migration förlorade anställning, anseende och vänner.

## Samhällsdebatt

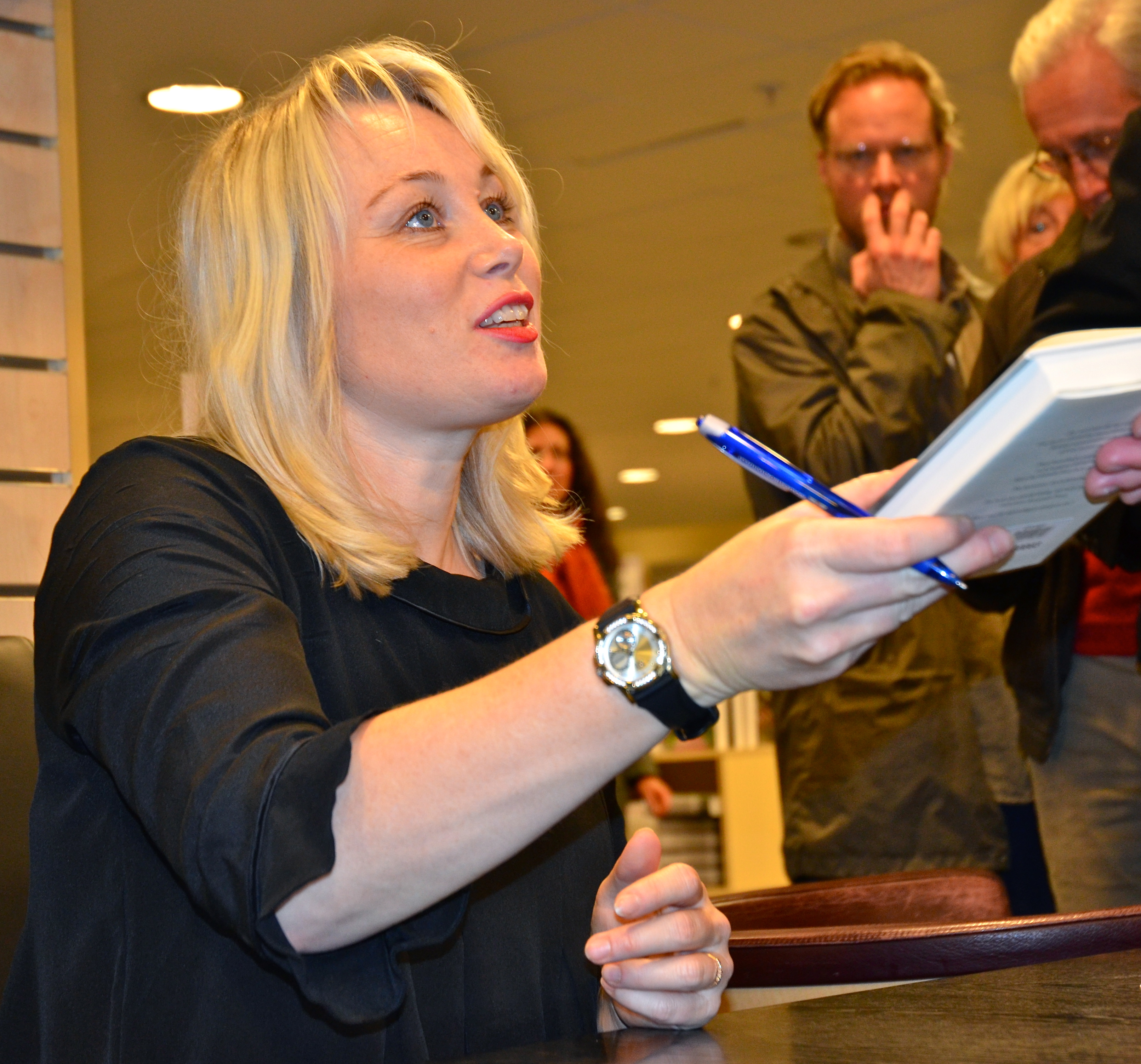
Heberlein signerar böcker på Akademibokhandeln i Stockholm den 5 november 2011.

Heberlein har ofta engagerat sig i samhällsdebatten, till exempel kring det sexuella våldet mot kvinnor, kring invandringspolitiken och kring Svenska kyrkan. I januari 2017 meddelade Heberlein att hon lämnar Svenska kyrkan i protest mot ledningens samarbete med företrädare för islam, mot ett för svagt engagemang för förföljda kristna och mot kyrkans politisering.

### Den banala godheten
År 2017 utgav Heberlein debattboken Den banala godheten, som bland annat handlar om Sveriges asylpolitik, integration, mångkulturalism och svenska värderingar. I boken hävdar hon ”att den svenska migrationspolitiken alltför länge styrts av en banal godhet, en naiv välvilja om man så vill – en önskan om att vara god och göra gott, där politikerna inte reflekterat över eller velat se konsekvenserna av sina handlingar och beslut.”[källa behövs]
Expressens kulturskribent Isobel Hadley-Kamptz anser att bokens titel anspelar på Hannah Arendts välkända verk Den banala ondskan, i vilket Arendt hävdar att det inte alltid finns onda motiv bakom onda handlingar utan att drivkraften bakom onda handlingar påfallande ofta är ytterst banal. På samma sätt skulle det, menar Heberlein, vara ”banal godhet” att återgå till generösare asylpolitik med tanke på de ”i det närmaste oöverblickbara konsekvenser”, som den svenska migrationspolitiken har lett till. Boken utmynnade i vad som kom att kallas "godhetsdebatten", där Heberlein fick motta kritik i en debattartikel i Expressen av Lars Lindström samt i en annan i Dagens Nyheter av Amanda Björkman.

### Näthat och utfrysning
I november 2020 intervjuades Heberlein för P1 av Katarina Hahr. I intervjun berättade Heberlein hur hon hade utsatts för näthat för att ha skrivit en artikel år 2016 om massövergreppen i Köln nyårsafton 2015 samt hur hon hade blivit av med två tredjedelar av sin inkomst efter att ha avbokats som föreläsare på kulturevenemang. Heberlein reflekterade i intervjun över att hon inte skulle ha citerat BRÅ eller tyska polisrapporter och därefter försökt försvara artikeln med ännu mera fakta och statistik. Hon menade att debatten var annorlunda i dagsläget, två–tre år senare.
Ett exempel på det näthat Heberlein har upplevt framgår av den IVO-anmälan som gjordes 2018 mot Vänsterpartiets gruppledare i Sörmlands landsting Lotta Back (också sjuksköterska inom psykiatrin) efter att hon kallat Heberlein "tilltagande sjuk" och "visar tecken på tilltagande sjukdom". Vänsterpartiets ordförande i Sörmland, Patrik Renfors, skrev att uttalandet om Ann Heberleins sjukdom var djupt olyckligt och Lotta Back bad om ursäkt.

## Politisk karriär
I juni 2017 meddelade Heberlein att hon ställde upp i riksdagsvalet 2018 för Moderaterna. Inför valet framträdde hon på Sverigedemokraternas scen i Almedalen i samband med kritik av mångkultur. Efter valet stod det dock klart att hon inte hade lyckats ta någon riksdagsplats. Ann Heberlein fick dock flest personkryss i Lunds kommun och utmanade Fredrik Ljunghill om positionen som moderaternas förstanamn, men förlorade. Som personvald blev hon invald i Lunds kommunfullmäktige för Moderaterna samt ledamot i kultur- och fritidsnämnden.
Första halvåret 2019 arbetade hon som politisk sekreterare åt Christian Sonesson, moderat kommunalråd i grannkommunen Staffanstorp. Hon angav att hon uppskattade det kommunala samarbetet mellan moderaterna och sverigedemokraterna samt Staffanstorps lösning att erbjuda husvagnar som tillfälligt boende för nyanlända. I augusti 2019 stödde Heberlein, som enda ledamot från annat parti, Sverigedemokraternas motion om att införa tiggeriförbud i Lund.
Under hösten 2019 lämnade Heberlein arbetet i Staffanstorp för att istället tillträda posten som kanslichef för Moderaterna i Region Skåne. 2023-2024 var hennes post stabschef för det politiska styret i Region Skåne. I september 2024 lämnade Heberlein sin tjänst som stabschef i Region Skåne, samt  utträdde som medlem i Moderaterna. 

### Etik och filosofi
- Den sexuella människan: etiska perspektiv (2004). Studentlitteratur: Lund. ISBN 9144031009
- Kränkningar och förlåtelse: en etisk studie med hänsyn till föreställningar om offer, förövare, skuld och ansvar (2005). Thales: Stockholm. ISBN 9172350601
- Martinson Mattias, Sigurdson Ola, Svenungsson Jayne, red (2007). Systematisk teologi: en introduktion. Stockholm: Verbum. Libris 10582195. ISBN 9789152631492 (kapitel Synd)
- Det var inte mitt fel!: om konsten att ta ansvar (2008). Ica bokförlag: Västerås. ISBN 9789153430407
- En liten bok om ondska (2010). Albert Bonniers förlag: Stockholm. ISBN 9789100124724
- Så vänder jag ändå tillbaka till Gud: texter och tankar i urval 2003–2013 (2014). Verbum: Stockholm. ISBN 9789152634189
- Etik: människa, moral, mening: en introduktion (2014). Albert Bonniers förlag: Stockholm. ISBN 9789100135713
- Arendt: om kärlek och ondska: biografi (2020). Mondial: Stockholm. ISBN 9789189061095

### Kultur och samhälle
- Den banala godheten: mångkultur, integration och svenska värderingar (2017). Greycat Publishing: Furusund. ISBN 9789198403107
- Våldtäkt och kultur: en undersökning av relationen mellan invandring och sexualbrott (2018). Greycat Publishing: Furusund. ISBN 9789198488807
- Vad mina hundar lärt mig om kärlek. Mondial : Stockholm.

### Självbiografier
- Jag vill inte dö, jag vill bara inte leva (2008). Weyler förlag: Stockholm. ISBN 9789185849215
- Ett gott liv (2011). Albert Bonniers förlag: Stockholm. ISBN 9789100126148
- Fallet (2021). Mondial: Stockholm. ISBN 978-91-8002-090-9

### Skönlitteratur
- Fas 3 (2015). Novellix: Stockholm. ISBN 9789175890708
- Allt kommer nog att bli bra (2018). Mondial: Stockholm. ISBN 9789188671431